# Albert Buck
Albert Buck (sinh ngày 23 tháng 1 năm 1895 mất ngày 6 tháng 9 năm 1942) là thiếu tướng quân đội Đức Quốc xã trong thế chiến thứ hai, ông nhận được Hiệp sĩ Thập tự của Hội Thập tự sắt vì lòng dũng cảm trong chiến đấu và tài lãnh đạo quân đội xuất sắc. Ngày 6 tháng 9 năm 1942, ông mất khi xe ông bị trúng lựu đạn ở Novorossiysk, Nga.

## Khen thưởng
Thập tự sắt hạng 2,ngày 17 tháng 4 năm 1940
Thập tự sắt hạng 1, ngày 1 tháng 8 năm 1940

### Tư liệu
- Die Wehrmachtberichte 1939-1945 Band 1, 1. September 1939 bis 31. Dezember 1941 (in German). München: Deutscher Taschenbuch Verlag GmbH & Co. KG, 1985. ISBN 3-423-05944-3.
- Fellgiebel, Walther-Peer (2000). Die Träger des Ritterkreuzes des Eisernen Kreuzes 1939-1945. Friedburg, Germany: Podzun-Pallas. ISBN 3-7909-0284-5.
- Scherzer, Veit (2007). Ritterkreuzträger 1939–1945 Die Inhaber des Ritterkreuzes des Eisernen Kreuzes 1939 von Heer, Luftwaffe, Kriegsmarine, Waffen-SS, Volkssturm sowie mit Deutschland verbündeter Streitkräfte nach den Unterlagen des Bundesarchives (in German). Jena, Germany: Scherzers Miltaer-Verlag. ISBN 978-3-938845-17-2.